# Burbage (Leicestershire)
Burbage is een civil parish in het bestuurlijke gebied Hinckley and Bosworth, in het Engelse graafschap Leicestershire met 14.568 inwoners.